# Leren
Leren is het cognitieve proces van het zich eigen maken van nieuwe, of het aanpassen van bestaande, kennis, gedrag, vaardigheden, procedures, inzichten of waarden. Leren kan het synthetiseren (samenvoegen) van verschillende soorten informatie inhouden tot een coherent geheel. De mogelijkheid om te leren bezitten zowel mensen, dieren als sommige machines. Computers kunnen dankzij algoritmes en computerprogramma's leren, en zo nieuwe functionaliteiten krijgen.
Er is een onderscheid tussen incidenteel en intentioneel (schools) leren. Incidenteel leren kan bijvoorbeeld ontstaan tijdens het voorlezen of televisiekijken. Intentioneel leren is gericht op het in een bepaalde tijd bereiken van een van tevoren bepaald kennis- en vaardigheidsniveau, in het onderwijs leerdoel of eindterm genaamd.
Het Nederlandse werkwoord 'leren' betekent zowel het opdoen van kennis door de leerling, als de kennisoverdracht door de leraar. Het Duits, het Engels en het Frans hebben daar twee afzonderlijke woorden voor: respectievelijk lernen en lehren, learning en teaching, apprendre en enseigner. Dit lemma richt zich op de eerste betekenis, de verwerving van vaardigheden en kennis in alle mogelijke contexten, en behandelt de verschillende vormen van 'leren' zoals die zijn gedefinieerd in de psychologie.

## Leerpsychologie
In de psychologie (zie ook leerpsychologie) en biologie is leren een belangrijk object van studie. Nieuwe kennis wordt opgeslagen in de hersenen, aangeduid als geheugen. Leerprocessen veranderen de manier waarop mensen denken, voelen, waarnemen en zich gedragen. Deze processen zijn gebaseerd op fysieke veranderingen in de hersenen, meer specifiek de circuits die gebruikt worden bij het waarnemen, bewegen, denken en plannen van menselijk gedrag. De mogelijkheid tot leren hangt direct samen met deze vervormbaarheid of neurale plasticiteit van de hersenen. Menselijke leerprocessen zijn deels de elementaire vormen van leren die ook bij andere diersoorten voorkomen, zoals habituatie, inprenting en (gedeeltelijk) socialisatie, en deels vormen van leren die uniek zijn voor de mens.

### Bewust versus onbewust leren
- onbewust leren of activatieleren, de meest elementaire vorm van leren, een leerproces dat niet of nauwelijks onder woorden is te brengen: het leren door te doen. Het gebeurt gaandeweg, door imitatie van anderen.
- bewust leren, het bewust op een rijtje krijgen om welke feitenkennis het gaat, welke regels daarbij horen, hoe men deze interpreteert en welke aanpassingen in het gedrag daarbij nodig zijn. Bij bewust leren wordt een situatie gecreëerd waarbij het leren zelf de centrale activiteit is. Door bewust hiermee om te gaan worden de diverse opties zichtbaar. De situatie wordt transparant en biedt daarom mogelijkheden tot leren.

## Vier hoofdsoorten van leren
Er zijn globaal vier vormen van leren: perceptueel leren, motorisch leren, associatief leren en het leren begrijpen van relaties of samenhang:
- perceptueel leren heeft te maken met het herkennen en categoriseren van objecten in de omgeving, bijvoorbeeld tafels, dieren, planten, gebouwen, gezichten;
- motorisch leren of perceptueel-motorisch leren, betreft het aanleren van vaardigheden als fietsen, tennissen, eten met vork en mes, autorijden;
- associatief leren betreft het aanleren van associaties tussen gedrag en bepaalde prikkels in de omgeving. Het wordt ook wel aangeduid als stimulus-respons-leren of conditionering. Veel aangeleerde vormen van affectief gedrag, en daarbij optredende emoties als vrees, agressie of een prettig gevoel, zijn gebaseerd op deze elementaire vorm van leren;
- relationeel leren, de meest complexe vorm van leren: het leren begrijpen van de relaties tussen indrukken of prikkels in de omgeving, zoals de voorwerpen in een kamer en hun ruimtelijke relaties. Het heeft ook betrekking op de relatie tussen episodes, dat wil zeggen gebeurtenissen die in de tijd plaatsvinden, of de relatie tussen prikkels die afkomstig zijn van verschillende zintuigen zoals geluid, visuele waarneming, tast.

### Bewust en onbewust leren nader uitgewerkt
Leerprocessen verlopen deels bewust en deels onbewust. De bewuste vorm wordt ook wel elaboratieleren genoemd, de tweede vorm activatieleren. Deze termen sluiten aan bij het onderscheid tussen twee soorten geheugensystemen, respectievelijk een expliciet geheugen en een impliciet geheugen. Elaboratieleren gaat gepaard met vorming van nieuwe verbindingen in de hersenen, terwijl activatieleren het versterken van bestaande verbindingen in de hersenen inhoudt. Het oefenen (herhaald uitvoeren) van bepaalde cognitieve taken zoals rekenen, taal, geheugentaken en motorische taken, gaat gepaard met een snellere en efficiëntere uitvoering van die taken, waarbij zij automatischer, dus met minder mentale inspanning verlopen.

## Taalverwerving
Een hoofdstuk apart in de leerpsychologie is het taalleren, of juister de taalverwerving. Het leren van een taal, zowel de moedertaal als een vreemde taal, verloopt vooral in de kinderjaren schijnbaar moeiteloos en snel. Dit lijkt paradoxaal, omdat juist in deze periode de vorming van connecties in de hersenen nog in volle gang is, en nog lang niet is voltooid. Daarom hebben sommige onderzoekers gesuggereerd, dat taalleren berust op hetzij een aangeboren mechanisme, op een kritieke periode, of op een soort taalinstinct.

## Cognitieve veroudering
Leerprocessen blijken ten slotte op hogere leeftijd minder snel en efficiënt te verlopen dan op jongere leeftijd, als gevolg van cognitieve veroudering.

## Maatschappij
De westerse wetenschap leert volgens twee principes:
1. deductie (rationalisme); en
2. inductie (empirisme).

Zie verder het lemma wetenschapsfilosofie.